# 邁納區

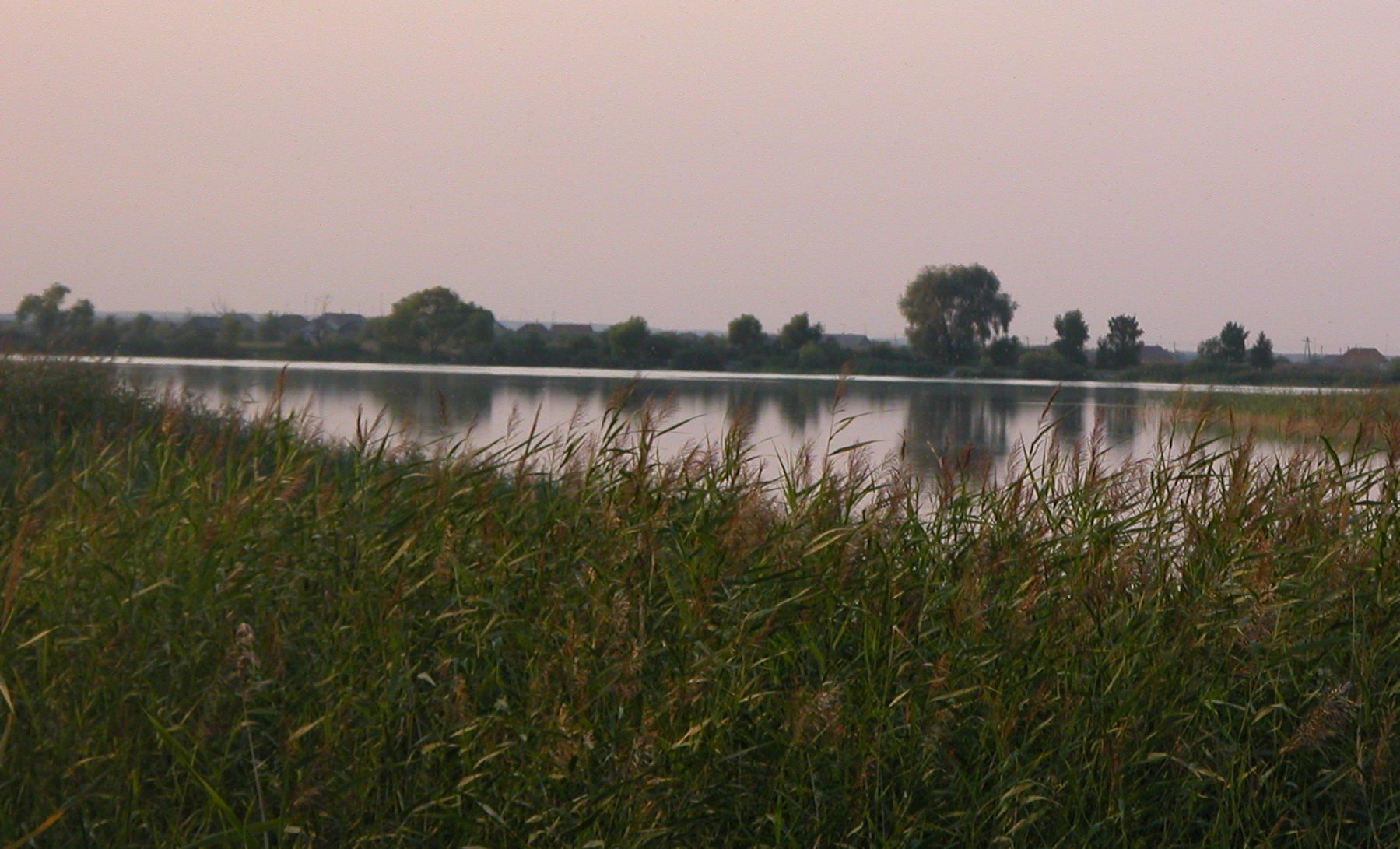

54°06′49″N 47°36′41″E / 54.11361°N 47.61139°E
邁納區（俄语：Майнский район），是俄羅斯的一個區，位於該國西南部，由烏里揚諾夫斯克州負責管轄，面積2,306平方公里，2010年人口25,826，人口密度每平方公里11.2人。